# Donzela Finlandesa

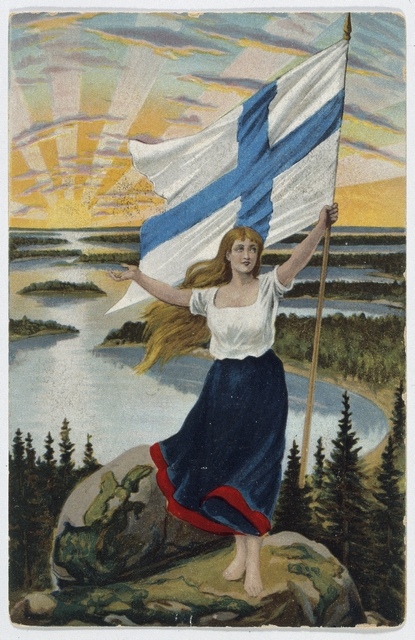
A Donzela Finlandesa em um cartão-postal de 1906.

A Donzela da Finlândia (em finlandês:  Suomi-neito, em sueco:  Finlands mö) é a personificação nacional da Finlândia.

## Personificação
Ela é uma jovem descalça, na faixa dos vinte e poucos anos, com cabelos loiros, olhos azuis, vestindo um traje nacional azul e branco ou um vestido branco. Ela era originalmente chamada de Aura, em homenagem ao Rio Aura em Turku.
Como símbolo, a Donzela Finlandesa tem sido usada desde o século XIX, quando era retratada como uma mulher usando uma coroa com torres, e depois se desenvolveu à medida que a Finlândia ganhava consciência nacional e independência. Ela foi retratada na poesia e nas artes plásticas. Zachris Topelius e Walter Runeberg foram importantes para estabelecer a Donzela Finlandesa como um símbolo. Tal como a Mãe Svea da vizinha Suécia, a donzela finlandesa era, a princípio, uma mulher madura, mas gradualmente tornou-se mais jovem. 

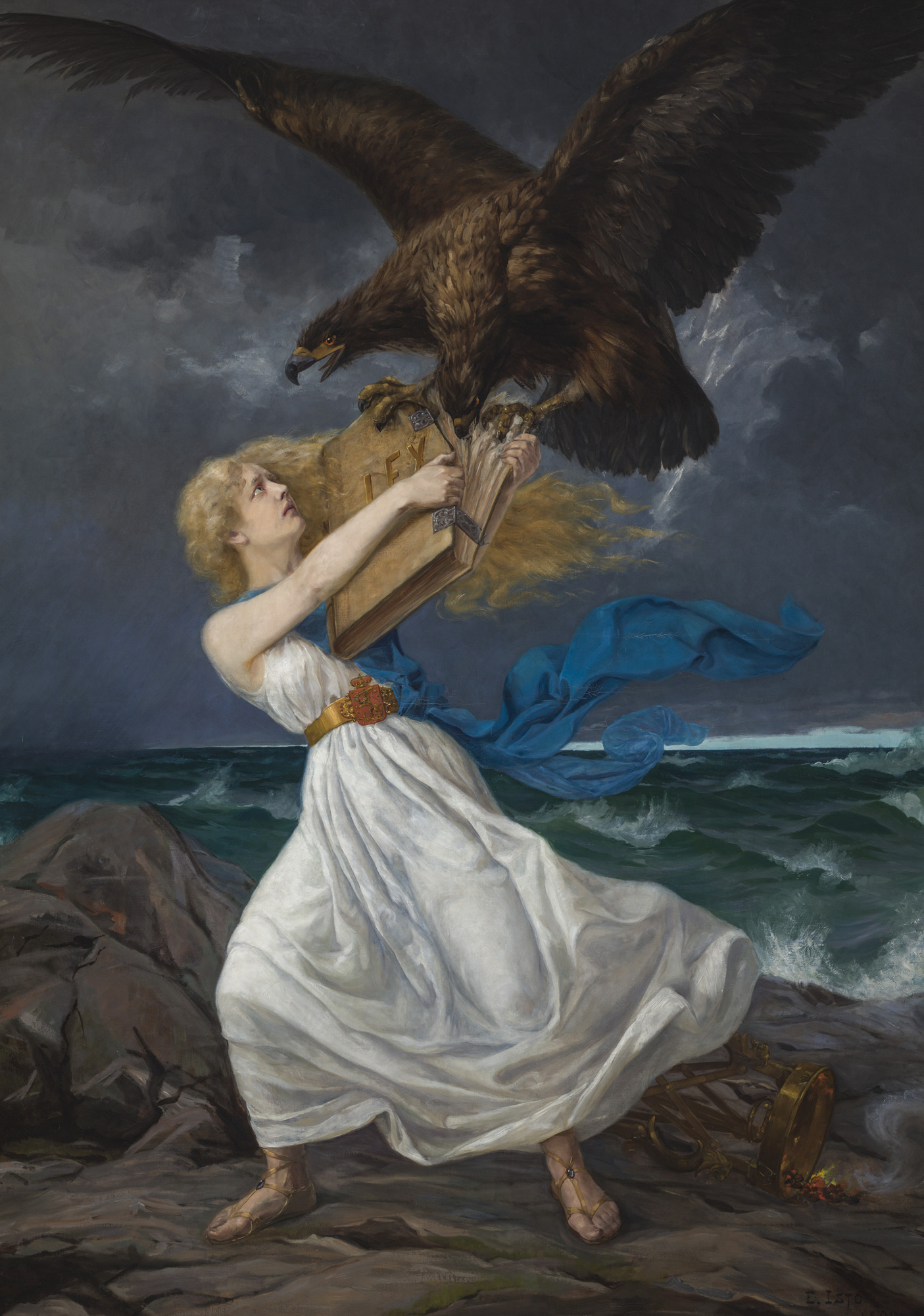
Na pintura O Ataque, de Edvard Isto, a Donzela Finlandesa está sendo atacada pela águia russa, que está arrancando o livro de leis de suas mãos. Foi pintado quando a russificação da Finlândia começou em 1899.